# Maserati Racing
La Maserati Racing est une automobile sportive de luxe construite à 230 exemplaires par la compagnie Maserati de 1990 à 1992.

## Type 331 BR 204R
Tous (ou presque) les modèles Maserati portent un nom de vent, Mistral, ..... La Racing ne sera que Racing. Elle sera le modèle d'une dernière transition entre deux générations de Maserati avant l'intégration dans Ferrari.

## La dernière Biturbo, la dernière des Biturbos
La Racing :
- était l’amélioration ultime de la 2.24v,
- était vendue de l'ordre de 75.285.000 Lires italiennes, soit 37.500 Euros, en 1991,
- n’était destinée qu’au marché italien, bien qu'on en trouve un (tout petit) peu partout en Europe, maintenant, certaines avec un pot catalytique comme en Allemagne,
- n’a été construite qu’à 230 exemplaires[3],
- conservait les autres caractéristiques des Maserati Biturbo.

## Améliorations apportées par rapport aux modèles précédents
- Moteur : 
  - nouveau vilebrequin,
  - bielles allégées,
  - pistons forgés,
  - nouvelles chambres de combustion,
  - soupapes d'échappement creuses chargées en sodium,
  - nouveaux turbos IHI RHB 5.2,
  - nouveaux arbres à cames,
  - nouveaux couvre culasse spécifiques[4],
  - et enfin nouveaux réglages des 2 calculateurs moteur Magneti-Marelli pour l’injection, l’allumage et la suralimentation.

Le moteur type AM 490 délivre ainsi 283ch soit 208 kW, la puissance spécifique passe à 143ch/l.
- Châssis : 
  - suspensions pilotées Koni,
  - hauteur de caisse abaissée,
  - boîte de vitesses Getrag à 5 rapports,
  - pont autobloquant Ranger (origine Quaife[5]),
  - et nouveaux disques de frein (sans doute Brembo[6]).
- Style : 
  - calandre spécifique,
  - phares avant (cat-eye),
  - ouïes de ventilation du compartiment moteur,
  - kit aérodynamique dessiné par Marcello Gandini[7] comprenant spoiler avant sur les essuie-glaces, spoiler arrière et bas de caisse profilés,
  - feux arrière foncés uniquement dans la version noire,
  - deux couleurs disponibles noir ou rouge,
  - la montre "Lasalle" au milieu de la planche de bord.

Elle perd son fini intérieur "loupe de bois vernie" pour un fini gris sombre "fibre de carbone". Le reste de l'équipement de bord demeure inchangé.

## Performances
- Vitesse max. : 256 km/h[8]
- 0-100 km/h: 5,9 s[8].
- 0–1000 m : 25,60 s[8].

## Barchetta
Construite, elle aussi, en nombre d'exemplaires (très) comptés, la Barchetta a existé en version route (stradale, 305cv, sans doute un seul prototype) et en version circuit (corsa, 315ch, sans doute 15 unités de série et un prototype), cette voiture reprend la partie mécanique de la Racing (AM490 → AM501) placée au centre sur un châssis poutre, intégrant le réservoir de carburant, sur lequel vient se greffer une carrosserie très légère. 
Elle a été dessinée par le bureau de design "Synthesis design" impliqué dans plusieurs projets de véhicules sportifs. Une formule de compétition monotype Maserati Grantrofeo a existé en 1992 et 1993 en Italie (16 courses au total).